# Aizuwakamatsu

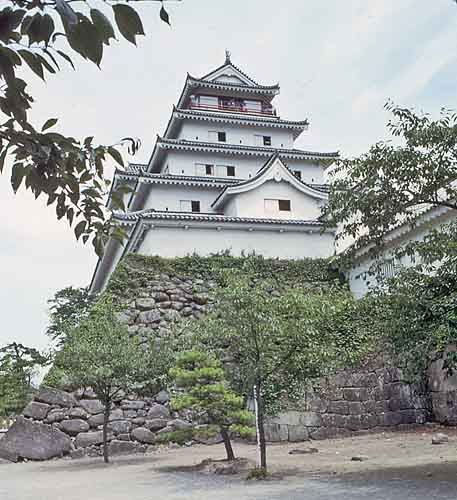
Castelo de Aizuwakamatsu

Aizuwakamatsu (em japonês: 会津若松市, transl. Aizuwakamatsu-shi) é uma cidade localizada na província de Fukushima, no Japão.
Em 2019, a cidade tinha uma população estimada em 120.016 habitantes. Tem uma área total de 315,16 km².
Recebeu o estatuto de cidade a 1 de Abril de 1899.[carece de fontes?] Tem uma câmara de vereadores com 29 cadeiras.
O seu monumento mais célebre é o Castelo de Aizuwakamatsu.

## Cidades-irmãs
- Jingzhou, China
- Saipan, Marianas Setentrionais
- Mutsu, Japão
- Naruto, Japão
- Ina, Japão
- Yokosuka, Japão